# Franz Joseph Ess
Franz Joseph Ess (* 1735; † 1796 in München) war ein deutscher Porzellanbildner.

## Leben
Über die Biographie des Künstlers ist wenig bekannt. Er arbeitete zeitweise in der 1758 gegründeten Porzellanmanufaktur des Herzogs Carl Eugen von Württemberg. Geleitet wurde diese Manufaktur in Ludwigsburg zunächst von Joseph Jakob Ringler, der zuvor in Höchst, Straßburg und Nymphenburg tätig gewesen war und offenbar z. T. Arbeitskräfte anwarb, die er in den dortigen Porzellanmanufakturen kennengelernt hatte. Darunter war Gottlieb Friedrich Riedel und wahrscheinlich auch der Modelleur Franz Joseph Ess. Dieser wurde am 20. Januar 1760 eingestellt. Er erhielt zunächst ein monatliches Gehalt von 24 Gulden, das jedoch schon nach drei Monaten erhöht wurde. Ess, der wahrscheinlich vorher in Höchst gearbeitet hatte, blieb bis 1763 in Ludwigsburg. Danach zog er nach Nymphenburg. In seinen letzten Lebensjahrzehnten lebte er als „Burger und Medaillenformateur“ in München.

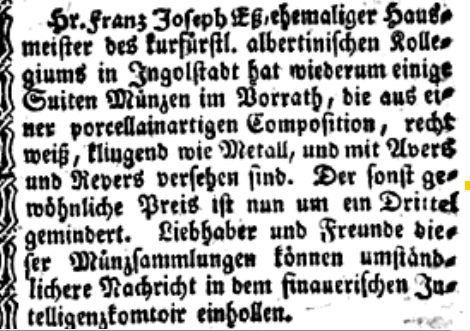
Annonce in den Münchener Intelligenzblättern

In einer Annonce in den Münchener Intelligenzblättern aus dem Jahr 1783 wird er als „ehemaliger Hausmeister des kurfürstl. albertinischen Kollegiums in Ingolstadt“ bezeichnet. Mehreren Zeitungsanzeigen und Katalogen aus seinen späteren Jahren ist zu entnehmen, dass er mehrere Tausend Abdrücke von Münzen und Medaillen aus einer porzellanartigen Masse zu verkaufen versuchte.

## Werke
Zu Ess' besonderen Fähigkeiten gehörte offenbar die Gestaltung von lebensecht wirkenden Porzellanblumen und -blüten, weshalb auch zahlreiche Ludwigsburger Prunkvasen aus der Zeit von 1760 bis 1763 mit Blütengirlanden geschmückt sind. Porzellanblumen nach Entwürfen Ess' werden nach wie vor hergestellt und verkauft.
Ess, der zuvor relativ unbekannt war, geriet durch eine Ausstellung der Sammlung Reinhard Jansen im Jahr 2008 in den Blickpunkt der Forschung. Viele seiner Werke, die sich in den Beständen verschiedener Museen befinden, wurden im Zuge der Vorarbeiten und der Katalogerstellung identifiziert. Ess schuf unter anderem eine Gruppe von Kinderfiguren, die die vier Jahreszeiten verkörpern, eine Serie von stehenden Göttern, Tänzer- und andere Paare sowie Figuren von Damen in Reifröcken.
Als charakteristische Merkmale von Ess-Figuren gelten nicht nur die miteinander verbundenen Mittel- und Ringfinger seiner menschlichen Gestalten, sondern auch die etwas verrenkte Körperhaltung, die vor allem den stehenden Göttern eigen ist: Die Figuren – eine Venus und ein Merkur etwa befinden sich im Berliner Kunstgewerbemuseum, ein Jupiter in Jansens Sammlung – weisen ein deutliches Hohlkreuz und einen Bauchansatz auf und greifen mit den Unterarmen vor sich in den Raum.
Die Serie ist derzeit wahrscheinlich nicht vollständig bekannt; Jansen nimmt an, dass verschollene weitere Götterfiguren von Ess wieder auftauchen könnten. Dasselbe gilt für eine ähnliche Götterserie, die Ess’ Zeitgenosse Johann Wilhelm Götz schuf und die von genauerem anatomischem Wissen zeugt.
Götz’ Repertoire weist eine weitere Ähnlichkeit mit dem von Ess auf; er schuf ebenfalls eine Allegorie der vier Jahreszeiten, wie sie im Rokoko beliebt war. Während die Kinderfiguren, die Ess gestaltete, laut Christel Heybrock einen Aspekt der Putzigkeit besitzen, gestaltete Götz seine Vier Jahreszeiten aber als repräsentativen Tafelaufsatz, der aus vier mit Rocaille-Ornamenten bekrönten Bänken besteht, auf denen jeweils ein poussierendes Pärchen sitzt.

## Publikationen
- Neu vermehrtes Verzeichniss verschiedener zur Kirchen-, Reichs- und Völkergeschichtserläuterung dienende Münzabdrücke, welche von mir Endes gesetzten gegen die beygesetzte verminderte Preise zu haben sind, 1785
- Dritt-vermehrtes Verzeichnis verschiedener Kirchen-, Reichs- und Völkergeschichtserläuterung dienende Medaillen und Münzabdrücke, 1788
- Verzeichnis Völkergeschichtserläuterung, 1793